# Hollywood Burbank Airport

i7
i11
i13
Der Hollywood Burbank Airport (IATA-Code: BUR, ICAO-Code: KBUR), ehemals und amtlich Bob Hope Airport, ist ein Regionalflughafen in Burbank im Großraum Los Angeles.

## Lage und Verkehrsanbindung
Der Flughafen liegt etwa 5 km westlich des Stadtzentrums von Burbank und etwa 20 km nördlich der Innenstadt von Los Angeles.
Mit dem PKW ist der Flughafen über die Ausfahrt 139 der Interstate 5 erreichbar. Des Weiteren bestehen mehrere Busverbindungen, darunter direkt nach Hollywood. Er verfügt auch über einen eigenen Bahnhof, über den Amtrak und Metrolink mehrere Regional- und Fernverkehrsbindungen anbieten, u. a. mit Pacific-Surfliner-Zügen und auf der Strecke von Los Angeles nach Seattle.

## Geschichte
Unter dem Namen United Airport wurde der Flughafen 1930 eröffnet und im Laufe der Geschichte häufig umbenannt. Ab 1934 hieß er Union Air Terminal, ab 1940 Lockheed Air Terminal, ab 1967 Hollywood-Burbank Airport, ab 1978 Burbank-Glendale-Pasadena Airport, bevor er 2003 nach dem bekannten Entertainer und Schauspieler Bob Hope benannt wurde.
Der Name Lockheed Air Terminal verrät, dass der Flughafen zur Zeit des Zweiten Weltkrieges vom Flugzeug- und Rüstungskonzern Lockheed (heute Lockheed Martin) zur Fertigung kriegswichtiger Flugzeuge betrieben wurde.
Nach dem Krieg wanderten die größeren Airlines zu dem heutigen Los Angeles International Airport ab, weshalb der Hollywood Burbank Airport heute nur noch als Regionalflughafen eine Bedeutung hat.
Am 2. Mai 2016 wurde Hollywood Burbank Airport als neuer Name für den Bob Hope Airport ausgewählt. Der Name wird jedoch nur im Außenauftritt verwendet. Die Namensänderung wurde im nächsten Jahr umgesetzt. Bei einer Abstimmung im November 2016 stimmte die Mehrheit der Bürger von Burbank für die Errichtung eines neuen Passagierterminals. Dieses soll nördlich des bisherigen Terminals an der östlichen Seite der Start- und Landebahn 15/33 errichtet werden.
Seit April 2018 ist das französische Unternehmen VINCI Airports Betreiber des Flughafens.

## Abfertigungsgebäude

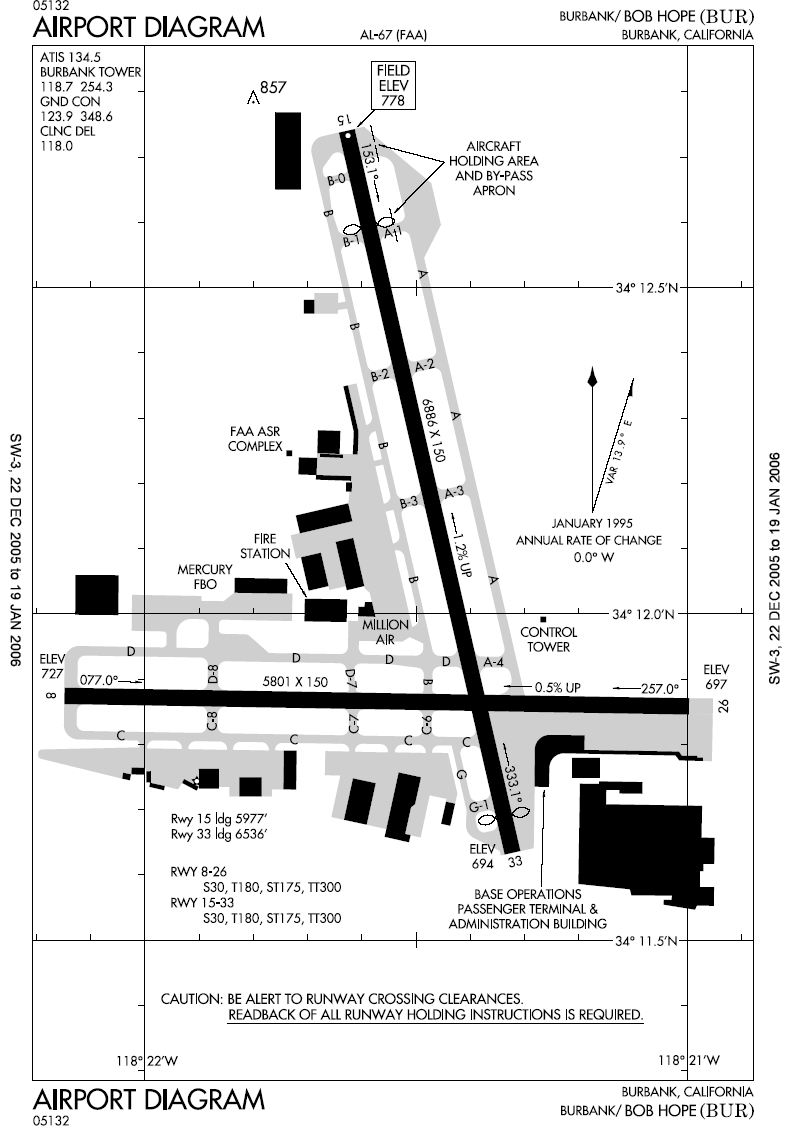
Flughafendiagramm

Der Hollywood Burbank Airport verfügt über die beiden Terminals A und B, die durch ein zentrales Gebäude miteinander verbunden sind. Er verfügt über 14 Flugsteige (A1-A9 und B1-B5), die bisher nicht mit Fluggastbrücken ausgestattet sind.

## Fluggesellschaften und Ziele
Der Hollywood Burbank Airport dient der Billigfluggesellschaft Avelo Airlines als Basis. Daneben wird er auch von anderen US-amerikanischen Fluggesellschaften genutzt. Es werden 27 Ziele in den Vereinigten Staaten angeflogen, darunter vor allem die Drehkreuze der einzelnen Fluggesellschaften. Zudem wird er mit kanadischen Zielen verbunden.

## Verkehrszahlen
| Betriebs- jahr | Fluggastaufkommen | Luftfracht (Tonnen) (mit Luftpost) | Flugbewegungen (mit Militär) |
| -------------- | ----------------- | ---------------------------------- | ---------------------------- |
| 2021           | 3.732.971         | 48.929                             | 125.429                      |
| 2020           | 1.995.348         | 51.319                             | 105.357                      |
| 2019           | 5.983.737         | 48.102                             | 146.095                      |
| 2018           | 5.263.972         | 49.626                             | 132.023                      |
| 2017           | 4.739.466         | 49.399                             | 131.661                      |
| 2016           | 4.142.943         | 48.431                             | 132.407                      |
| 2015           | 3.943.629         | 50.978                             | 127.987                      |
| 2014           | 3.861.179         | 52.259                             | 118.543                      |
| 2013           | 3.844.390         | 49.637                             | 130.560                      |

### Verkehrsreichste Strecken
| Rang | Stadt                       | Passagiere | Fluggesellschaften          |
| ---- | --------------------------- | ---------- | --------------------------- |
| 01   | Phoenix–Sky Harbor, Arizona | 263.490    | American, Southwest         |
| 02   | Las Vegas, Nevada           | 250.360    | Frontier, Southwest, Spirit |
| 03   | Oakland, Kalifornien        | 161.800    | Southwest                   |
| 04   | Denver, Colorado            | 145.390    | Southwest, United           |
| 05   | Sacramento, Kalifornien     | 136.860    | Southwest                   |
| 06   | Seattle/Tacoma, Washington  | 132.780    | Alaska                      |
| 07   | San José, Kalifornien       | 122.160    | Southwest                   |
| 08   | Salt Lake City, Utah        | 96.570     | Delta                       |
| 09   | San Francisco, Kalifornien  | 80.870     | Southwest, United           |
| 10   | Dallas/Fort Worth, Texas    | 80.390     | American                    |

## Zwischenfälle
- Am 10. Januar 1945 wurde eine Douglas DC-3-277B der American Airlines (Luftfahrzeugkennzeichen NC25684) in das Vorgebirge 4,4 Kilometer vom Flughafen Burbank entfernt geflogen, als bei schlechtem Wetter durchgestartet und dabei das vorgeschriebene Verfahren nicht eingehalten wurde. Ein beitragender Faktor war das Unterlassen jeglicher Wettermeldungen an die Piloten durch das Bodenpersonal der Gesellschaft. Das Flugzeug kam vom Flughafen Phoenix Sky Harbor (Arizona). Durch diesen CFIT (Controlled flight into terrain) wurden alle 24 Insassen getötet, drei Besatzungsmitglieder und 21 Passagiere.[13]

- Am 24. April 1946 fiel an einer Douglas DC-3A-367 der US-amerikanischen Western Air Lines (NC33621) während eines Testfluges ein Triebwerk aus. Bei der Rückkehr zum Flughafen Burbank kollidierte das Flugzeug im Nebel mit Bäumen, stürzte ab und explodierte. Die drei Besatzungsmitglieder, die einzigen Insassen, kamen ums Leben.[14]

- Am 13. November 1946 wurde eine Douglas DC-3A der US-amerikanischen Western Air Lines (NC18645) 66 Kilometer nordwestlich des Flughafens Burbank gegen einen Berg geflogen. Bei diesem CFIT (Controlled flight into terrain) wurden alle 11 Insassen getötet, drei Besatzungsmitglieder und 8 Passagiere.[15]

- Am 17. September 1947 ging in einer Curtiss C-46E-1-CS Commando der US-amerikanischen Slick Airways (NC59495) im Anflug auf den Flughafen Burbank der Treibstoff aus, weil vor dem Abflug in Denver (Colorado, USA) zu wenig Reserven getankt worden waren. Der Versuch, noch auf dem nord-südlichen Rollweg zu landen, ging auch schief. Das Flugzeug überrollte eine Landebahn, rutschte über eine Landstraße und dann Eisenbahngleise, bis sie irreparabel beschädigt zum Stillstand kam. Beide Piloten, die einzigen Insassen auf dem Frachtflug, überlebten den Unfall.[16]

- Am 12. Juli 1949 wurde eine Curtiss C-46E der US-amerikanischen Standard Airlines (N79978) im Anflug auf den Flughafen Burbank am Santa Susana Pass, 15 km nordnordwestlich Van Nuys, in einen Berg geflogen. Die Piloten flogen unterhalb der Sicherheitsflughöhe. Von den 48 Menschen an Bord wurden 35 getötet.[17][18]

- Am 18. April 1952 wurde eine aus Phoenix (Arizona) kommende Curtiss C-46F-1-CU Commando der US-amerikanischen Robin Airlines (N8404C), gemietet von Air Charters, im Anflug auf den Flughafen Burbank in einen 980 Fuß (298 Meter) hohen Hügel geflogen. Die Piloten hatten eine Freigabe erhalten, nicht tiefer als 3000 Fuß zu sinken. Durch diesen CFIT (Controlled flight into terrain) wurden alle 29 Insassen getötet, drei Besatzungsmitglieder und 26 Passagiere.[19]

- Am 22. Januar 1953 kam es mit einer Lockheed L-049 Constellation der US-amerikanischen Intercontinent Airways (N38936) auf dem Lockheed Air Terminal Burbank zu einer Bauchlandung. Alle fünf Besatzungsmitglieder, die einzigen Insassen auf dem Testflug, überlebten den Unfall. Das Flugzeug wurde irreparabel beschädigt.[20]

- Am 20. September 1954 entstand an einer Curtiss C-46D-15-CU Commando der United States Air Force (USAF) (44-78035) ein Triebwerksbrand. Die Maschine war auf dem Weg von Burbank nach Sacramento (beides Kalifornien, USA). Alle 20 Insassen sprangen mit dem Fallschirm ab. Das führerlose Flugzeug stürzte bei Newhall, Santa Clarita ab, 27 Kilometer nordwestlich des Startflughafens Burbank. Alle 20 Insassen, drei Besatzungsmitglieder und 17 Passagiere, überlebten den Unfall.[21]

- Am 21. August 1959 wurde eine Martin 2-0-2A der US-amerikanischen Pacific Air Lines (N93202) auf dem Flughafen Burbank bei einem Unfall am Boden irreparabel beschädigt. Die geparkte Maschine wurde durch eine Curtiss C-46 Commando (N111E) gerammt. Personen kamen nicht zu Schaden.[22]

- 14. Dezember 1962 – Eine Lockheed L-1049H Super Constellation der US-amerikanischen Flying Tiger Line (N6913C) stürzte kurz vor der Landung auf dem Flughafen Burbank in ein Wohngebiet. Durch den Absturz und das anschließende Feuer wurden 29 Gebäude beschädigt. Alle 5 Personen an Bord wurden getötet, ebenso 3 Anwohner.[23]

- Am 8. Februar 1976 löste sich an einer Douglas DC-6/YC-112A-DO der US-amerikanischen Mercer Airlines (N901MA) kurz nach dem Start vom Hollywood Burbank Airport ein Propellerblatt des Triebwerks Nr. 3 (rechts innen). Das Propellerblatt zerstörte Pneumatik-, Hydraulik- und Notbremsleitungen ebenso wie Bremsklappenleitungen sowie die elektrische Verkabelung der Propellersteuerung und einiger Motorinstrumente. Nach dem Aufsetzen in Burbank gingen die Propeller nicht in den Umkehrschub und der Kapitän startete trotz der desolaten Situation durch und wollte zum Flughafen Van Nuys (Kalifornien, USA) ausweichen. Dabei fiel auch das Triebwerk Nr. 2 (links innen) aus. Damit konnte der Flugplatz nicht mehr erreicht werden, und nun wurde eine Notlandung auf einem Golfplatz versucht, etwa 1,6 Kilometer südlich vom Flugplatz Van Nuys. Dabei sprang die Maschine dreimal wieder hoch und prallte auf ein 61 cm hohes Betonfundament eines teilweise errichteten Gebäudes. Das Flugzeug kam gegen einen in der Nähe geparkten Wohnwagen zum Stillstand. Bei dem zerstörten Flugzeug handelte es sich um den DC-6-Prototyp, der am 15. Februar 1946 erstmals geflogen war (damalige Typenbezeichnung XC-112A). Von den 6 Insassen wurden 3 Besatzungsmitglieder getötet.[24]